# コッレザーノ
コッレザーノ（イタリア語: Collesano, シチリア語: Culisanu）は、イタリア共和国シチリア自治州パレルモ県にある、人口約4,000人の基礎自治体（コムーネ）。

## 地理

### 位置・広がり
パレルモ県のコムーネ。県都パレルモから東南東へ55kmの距離にある。

#### 隣接コムーネ
隣接するコムーネは以下の通り。
- カンポフェリーチェ・ディ・ロッチェッラ
- チェルダ
- グラッテーリ
- イズネッロ
- ラスカリ
- シッラート
- テルミニ・イメレーゼ